# Sululta
Sululta är ett distrikt i Etiopien. Det ligger i den centrala delen av landet, 16 km norr om huvudstaden Addis Abeba.